# Starnoenas cyanocephala
La tortora quaglia testazzurra (Starnoenas cyanocephala (Linnaeus, 1758)) è un uccello della famiglia Columbidae, endemico di Cuba. È l'unica specie nota del genere Starnoenas.

## Descrizione

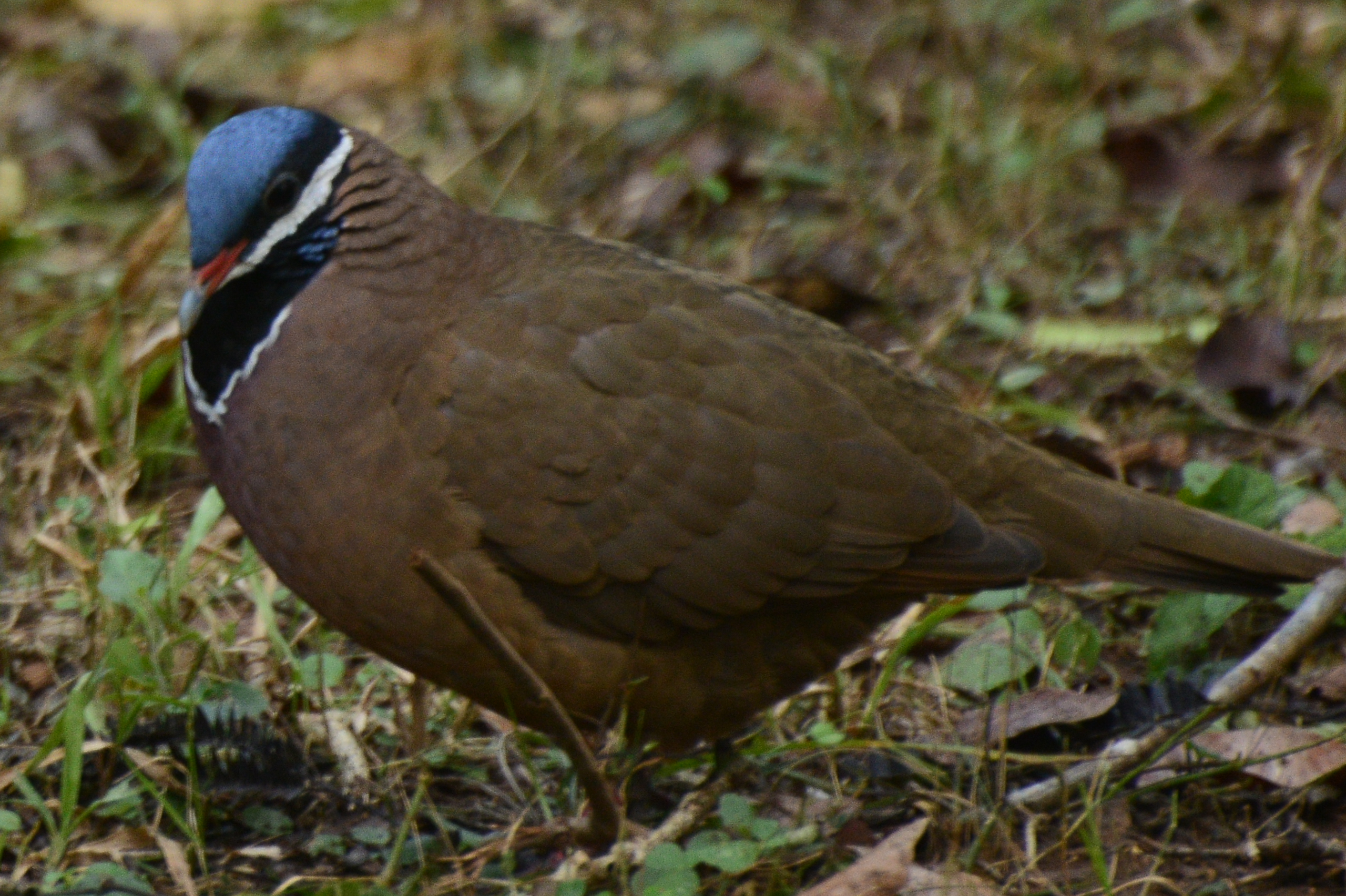

È un columbiforme di media taglia che raggiunge lunghezze di 29-34 cm, con un peso di 213–289 g.
La livrea, di colore bruno chiaro nella gran parte del corpo, si caratterizza per una corona di colore blu brillante, contornata da una striscia nera, che dal becco si estende sino a dietro l'occhio, e da una sottostante stria facciale bianca. La gola è nera con un bordo bianco e due piccole macchie azzurre.

## Biologia
È una specie onnivora che si nutre di semi, bacche e piccoli invertebrati (gasteropodi, insetti, larve e bruchi).

## Distribuzione e habitat
In passato questa specie era ampiamente diffusa sull'isola di Cuba, da Pinar del Río sino a Guantánamo. Negli anni '80, risultava presente con popolazioni significative: nell'area della Cienaga de Zapata, nella parte meridionale della provincia di Matanzas; nei monti di La Güira, in provincia di Pinar del Río; e nella penisola di Guanahacabibes. Sparute popolazioni si presume possano esistere anche in altre aree del paese. La popolazione un tempo presente sull'Isla de la Juventud è andata incontro a estinzione locale. 

## Conservazione
La IUCN Red List classifica Starnoenas cyanocephala come specie in pericolo di estinzione (Endangered).
Parte del suo territorio è protetto all'interno del Parco nazionale della Ciénaga de Zapata, del Parco nazionale La Güira e del Parco nazionale di Guanahacabibes.